# Сарва (деревня)

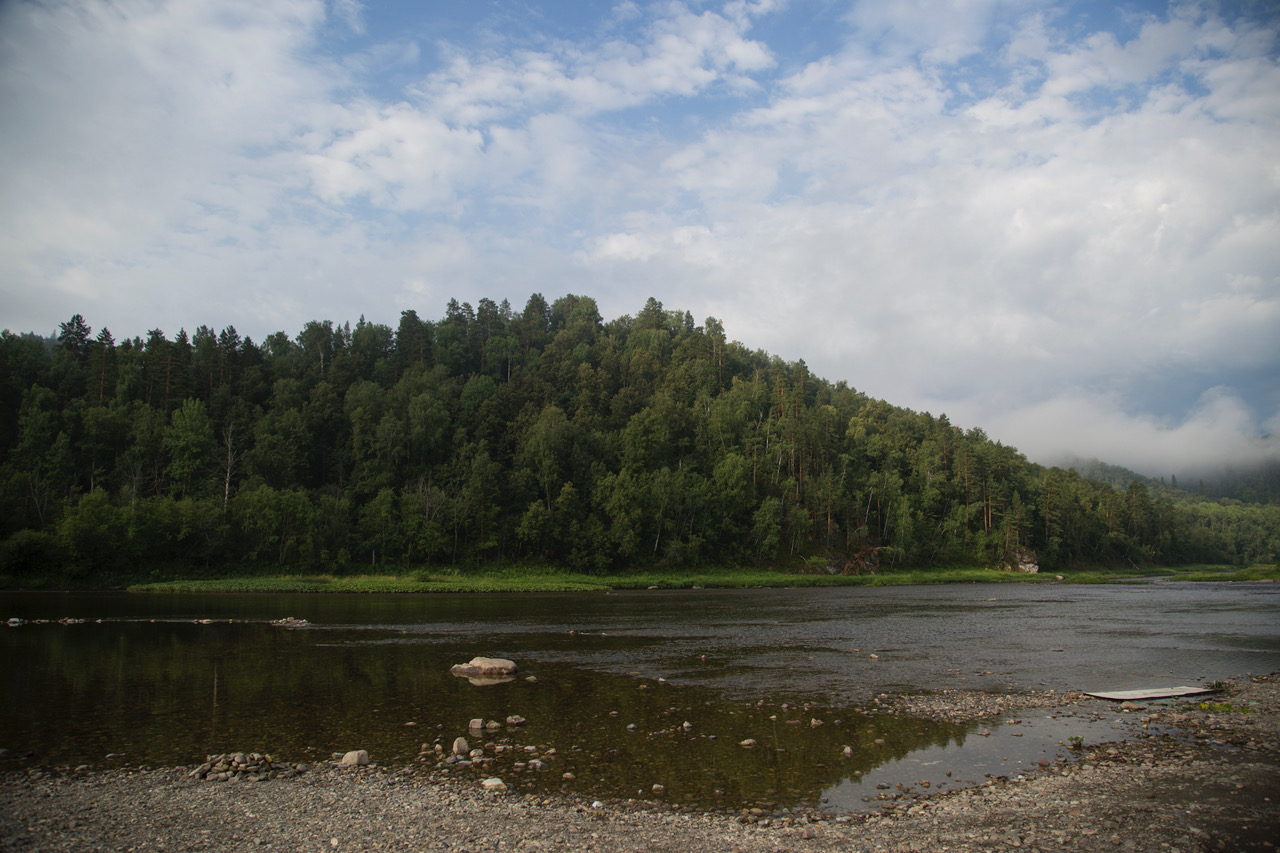

Сарва́ (баш. Саруа) — деревня в Нуримановском районе Республики Башкортостан Российской Федерации. Административный центр Сарвинского сельсовета.

## География

### Географическое положение
Находится на берегу одноимённого озера.
Расстояние до:
- районного центра (Красная Горка): 30 км,
- ближайшей ж/д станции (Иглино): 80 км.

## История
Село Сарва образовано 1920 году сыновьями Ахметгалея (1864 г. р.) и Минлесуруры: Гайнисурур (1893 г.р.); Ахметсадык (1896 г.р.); Гайнелхаят (1899 г.р.); Милигали (1901 г.р.); Мухаметгали (1903 г.р.); Габдулла (1907 г.р.); Махисурур (1910 г.р.), которые переселились со своими семьями из Иске Илек (Старое Иликова) Благовещенского района Башкортостана). В начале ХХ столетия, в годы «коллективизации», спасаясь от преследования, они были вынуждены покинуть со своими семьями родные места, пройдя по глухой тайге более сотни километров пешком, образовав  в таёжной глуши новые поселения: Сарва и Куранча. В трудные и голодные годы братья  организовали первый в Сарве артель по заготовке и транспортировке леса, это спасло многие жизни в голодные 20 годы, прошлого столетия.

## Население
| 2002 | 2009 | 2010 | 2012 | 2013 | 2014 | 2015 | 2016 | 2017 |
| ---- | ---- | ---- | ---- | ---- | ---- | ---- | ---- | ---- |
| 360  | ↘280 | ↘271 | ↘267 | →267 | ↘266 | ↘264 | ↘256 | ↘249 |

Национальный состав
Согласно переписи 2002 года, преобладающая национальность — татары
(50 %).

## Религия
В деревне есть мечеть.

## Достопримечательности
- Озеро Сарва — озеро карстового происхождения, глубиной до 38 метров, вода имеет голубоватый оттенок, меняющийся в зависимости от погоды[11][12].